# 1900年夏季奧林匹克運動會田徑男子60米比賽
在1900年夏季奧林匹克運動會田徑比賽中，男子60米比賽於1900年7月15日舉行，這也是該項目首次舉辦，共有來自6個國家的10名選手參加。賽程原定有五場預賽，但實際只進行了兩場。每場預賽的前兩名選手晉級決賽，最終的決賽中有三名來自美國的選手和一名澳大利亞選手。美國的阿尔文·克伦茨莱因贏得該項賽事的金牌，他的同胞沃爾特·特克斯伯里獲得銀牌，澳大利亞的斯坦·羅利獲得銅牌。

## 背景
這是該項目首次在夏季奧林匹克運動會舉行，之後只在1904年再次舉辦一次，然後便停辦。110米跨欄冠軍阿尔文·克伦茨莱因，200米和400米跨欄冠軍沃尔特·图克斯伯里，以及100米和200米銅牌得主斯坦·羅利都是參賽選手之一。
在這場比賽的首次亮相中，澳大利亞、法國、匈牙利、印度、瑞典和美國六國選手參加比賽。

## 紀錄
世界紀錄直到1966年才被承認。
由於這是一個新的項目，因此沒有現有的奧運會紀錄：阿尔文·克伦茨莱因在第一場準決賽中以7.0秒創下了最初紀錄，然後在決賽中再次達到這一紀錄。

## 比賽形式
比賽分為兩輪：準決賽和決賽。每場準決賽的前兩名選手晉級決賽。

## 賽程
| 日期                    | 時間        | 輪次        |
| ----------------------- | ----------- | ----------- |
| 1900年7月15日（星期日） | 14:00 14:45 | 準決賽 決賽 |

## 比賽結果

### 準決賽

#### 第一場準決賽
米納漢在克伦茨莱因的後面大約半碼，普里查德在他後面一碼。
| 排名 | 選手                | 國家 | 時間 | 備註  |
| ---- | ------------------- | ---- | ---- | ----- |
| 1    | 阿尔文·克伦茨莱因   | 美国 | 7.0  | Q, OR |
| 2    | 愛德蒙·米納漢       | 美国 | 7.0  | Q     |
| 3    | 諾曼·普理查德       | 印度 | 7.1  |       |
| 4–5  | 阿道夫·克林格爾霍弗 | 法国 | 未知 |       |
| 4–5  | 伊薩克·韋斯特格倫   | 瑞典 | 未知 |       |

#### 第二場準決賽
特克斯伯里以一英尺的優勢擊敗羅利。
| 排名 | 選手              | 國家   | 時間 | 備註 |
| ---- | ----------------- | ------ | ---- | ---- |
| 1    | 沃尔特·图克斯伯里 | 美国   | 7.2  | Q    |
| 2    | 斯坦·羅利         |        | 7.3  | Q    |
| 3    | 威廉·荷蘭         | 美国   | 未知 |      |
| 4–5  | 帕爾·科帕恩       | 匈牙利 | 未知 |      |
| 4–5  | 埃爾諾·舒伯特     | 匈牙利 | 未知 |      |

### 決賽
60米決賽相對激烈，兩名頂尖的美國選手相差僅四英寸，而羅利則落後半碼。由於決賽幾乎在預賽之後立即舉行，每位選手都是第二次在一個小時內參加60米比賽。
| 排名 | 選手              | 國家 | 時間 | 備註 |
| ---- | ----------------- | ---- | ---- | ---- |
| 金牌 | 阿尔文·克伦茨莱因 | 美国 | 7.0  | =OR  |
| 銀牌 | 沃尔特·图克斯伯里 | 美国 | 7.1  |      |
| 銅牌 | 斯坦·羅利         |      | 7.2  |      |
| 4    | 愛德蒙·米納漢     | 美国 | 7.2  |      |